# Ludwigia decurrens
Ludwigia decurrens är en dunörtsväxtart som beskrevs av Thomas Walter. Ludwigia decurrens ingår i släktet ludwigior, och familjen dunörtsväxter. Inga underarter finns listade i Catalogue of Life.

## Bildgalleri

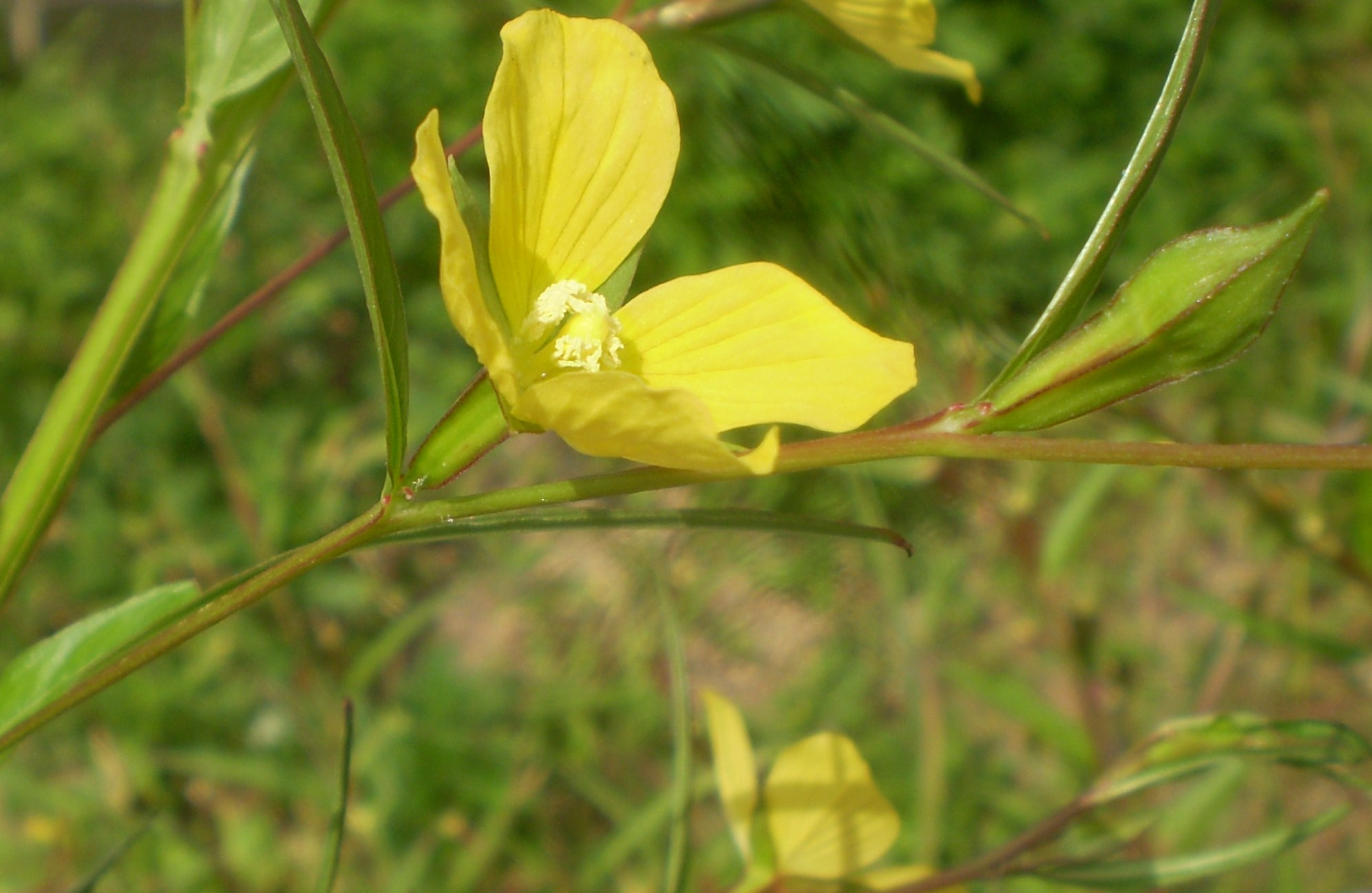